# 레넌 밀러
레넌 리 밀러 (Lennon Lee Miller, 2006년 8월 25일 ~ )는 스코틀랜드의 축구 선수이며, 머더웰에서 미드필더로 뛰고 있다. 그의 아버지는 스코틀랜드 전 축구 국가대표 선수인 리 밀러이다.